# Prosynopeas kantarsiewae
Prosynopeas kantarsiewae är en stekelart som beskrevs av Szabó 1959. Prosynopeas kantarsiewae ingår i släktet Prosynopeas och familjen gallmyggesteklar. Inga underarter finns listade i Catalogue of Life.